# El Castillo de la Pureza (caso)
El Castillo de la Pureza es el nombre dado a un caso de abuso infantil de larga duración acaecido a finales de la década de 1950 en la Ciudad de México. Fue perpetrado por Rafael Pérez Hernández, un fabricante de veneno para ratas que mantuvo encerrada a toda su familia por aproximadamente 18 años dentro de su casa al norte de la Ciudad de México.

## Antecedentes
Pérez (1905-1972) nació en Jalisco; perdió un brazo por un accidente ferroviario en 1915, y después de dedicarse a trabajos esporádicos y variopintos, se casó con Sonia María Rosa Noé, una mujer de ascendencia española, en 1938. La pareja se estableció en la Ciudad de México, en una antigua casa estilo europeo localizada en el cruce de la Avenida de los Insurgentes Norte y la calle Godard. El matrimonio fue relativamente estable durante los primeros siete años, sin embargo, después de ese tiempo, comenzó el encierro. El lugar era conocido como La casa de los macetones por los vecinos, pues la fachada estaba adornada por grandes y viejos macetones. Pérez era conocido como un hombre hermético, pero tranquilo, que solo salía de su casa a distribuir el raticida que fabricaba.
Pérez y Noé tuvieron seis hijos, a quienes llamaron con base en ideales y rasgos de la personalidad, en vez de personajes o nombres más tradicionales: Indómita, Libre, Soberano, Triunfador, Bien Vivir, y Libre Pensamiento. 

## Crimen
Pérez mantuvo a su familia aislada del mundo exterior desde 1941, aproximadamente, hasta 1959; tapó las ventanas con tablones de madera para que ellos no pudieran asomarse a la calle, ni interactuar con nadie. Según los testimonios, toda la familia, especialmente los niños, eran forzados a trabajar largas jornadas para fabricar el raticida bajo condiciones insalubres y peligrosas. A pesar de las súplicas de Noé, Pérez no permitió que los niños fueran a la escuela; a partir de esto, existieron afirmaciones contradictorias en las que se dice que él mismo capacitó a su esposa para educar a sus hijos en casa, o que fue ella misma quien, sola, tomó la iniciativa de enseñarles a leer y a escribir.
A pesar de sus nombres, los hijos no tenían permitido salir de la casa, ya que Pérez pensaba que el mundo exterior era malvado, estaba corrompido, y él estaba criando una nueva estirpe de personas puras, inocentes y buenas gracias a su disciplina contradictoria e improvisada.

## Arresto
El 25 de julio de 1959 la policía irrumpió en la casa, poco después de que un transeúnte recogió un pedazo de papel de estraza tirado en la calle, en donde estaba escrita una nota de auxilio. Supuestamente, era el tercer intento de Indómita para llamar la atención hacia las condiciones en las que su padre mantenía a toda la familia.
El crimen se convirtió en una sensación mediática instantánea, y Pérez fue arrestado y encerrado en el Palacio de Lecumberri; negó todo cargo en su contra, insistiendo en que él era un buen padre, y que su familia le había tendido una trampa para quedarse con todo su dinero y propiedades. Los niños fueron encontrados desnutridos, y vestidos con anticuados harapos, la casa sucia y en mal estado. Toda la familia se encontraba confundida y asustada por todos los estímulos del mundo exterior, apenas podían leer y escribir, y tenían un conocimiento casi nulo de los sucesos al exterior de su casa.

## Impacto posterior
Después del impacto mediático, existieron testimonios contradictorios, por ejemplo, de vecinos que afirmaban que Pérez, sí sacaba a sus hijos a pasear, y que parecían una familia normal; los medios de comunicación fueron al extremo contrario, especialmente la prensa amarillista, mostrando a Pérez como un sujeto desquiciado que había hecho hoyos en toda su casa para poder espiar a su familia, e incluso, que castigaba a sus hijos con torturas si estos le desobedecían.
A pesar de la magnitud del crimen y el evento en general, la familia recibió muy poco apoyo de parte del gobierno o instituciones; apenas sobrevivían, pues no sabían hacer otra cosa más que veneno para ratas, ningún otro oficio ni educación, y no pudieron adaptarse del todo al mundo exterior. A pesar de los maltratos a los que fueron sujetos por años, continuaron visitando a Pérez en prisión e incluso lo perdonaron. Pérez insistió en su inocencia hasta el día de su muerte, en 1972, cuando se ahorcó en su celda.

## Obras basadas en el caso
Arturo Ripstein dirigió El castillo de la pureza en 1972; una película protagonizada por Claudio Brook y Diana Bracho, que está fielmente basada en el caso, salvo algunas libertades dramáticas. Esta es la adaptación más famosa del caso hasta la fecha.
Luis Spota escribió La carcajada del gato en 1964, una novela levemente basada en el caso que representa a Pérez como un desequilibrado hombre renacentista que intenta construir una utopía dentro de los muros concéntricos de su laberíntica casa.